# قدری طوقان
قَدری حافظ طوقان (۱۹۱۰ – ۲۶ فوریه ۱۹۷۱) نویسنده و سیاستمدار فلسطینی بود. پس از اتمام دبیرستان در زادگاهش نابلس، به دانشگاه آمریکایی بیروت پیوست و به مدت چهار سال در رشتهٔ ریاضیات تحصیل کرد. پس از فارغ‌التحصیلی به مدرسه ملی النجاح در نابلس پیوست و در آنجا معاون و سپس مدیر شد. او به حمایت مالی این مؤسسه که تبدیل به دانشگاه شد، ادامه داد. در سال ۱۹۳۶، او برای اولین بار مجموعه‌ای از مقالات در مورد فرهنگ عمومی عرب نوشت و توجه خود را بر تاریخ علم و اهمیت دانشمندان عرب متمرکز کرد. قدری طوقان علاوه بر علاقه به جنبهٔ علمی تاریخ عرب، وقت خود را به مطالعهٔ نکبت فلسطین و تأثیر آن بر جهان عرب اختصاص داد. وی به عنوان نمایندهٔ پارلمان اردن به نمایندگی از شهر نابلس (۱۹۵۱–۱۹۵۵) انتخاب شد، سپس از ۶ ژوئیه ۱۹۴۶ تا ۱۲ فوریه ۱۹۶۵ به عنوان وزیر امور خارجه منصوب شد. قدری طوقان به سراسر جهان عرب سفر کرد و همیشه با نویسندگان و ادبای بزرگ عرب در تماس مستقیم بود. فعالیت ادبی قدری طوقان تا سال ۱۹۶۷ ادامه یافت. قدری طوقان یکی از باورمندانی بود که راه غلبه بر نکبت فلسطینی را، توسعهٔ سبک زندگی عربی بر پایهٔ دانش و مبارزه با نادانی می‌دانست.

## زندگی و پیشه
او در سال ۱۹۱۰ در شهر نابلس، سنجق نابلس، ولایت بیروت، امپراتوری عثمانی، در خانواده‌ای قدیمی به دنیا آمد. پدرش حافظ نام داشت. تحصیلات ابتدایی و متوسطه خود را در مدرسه ملی النجاح نابلس گذراند و در سال ۱۹۲۴ از آنجا فارغ‌التحصیل شد. او تحصیلات دانشگاهی خود را در دانشکدهٔ علوم دانشگاه آمریکایی بیروت ادامه داد و در آنجا با مدرک لیسانس در رشته ریاضیات فارغ‌التحصیل شد، سال ۱۹۲۹.
پس از بازگشت از بیروت به نابلس، به استادی ریاضیات در مدرسه النجاح منصوب شد و به آموزش دربارهٔ علوم نزد مردم عرب پرداخت، رشته‌ای که از معدودی از عرب‌های برجسته در آن ظهور کرده بود. فعالیت‌های ملی خود را از اوایل دههٔ ۱۹۳۰ علیه سرپرستی بریتانیا و جنبش صهیونیستی آغاز کرد. در سال ۱۹۳۶ مقامات انگلیسی او را دستگیر کردند و به مدت ۹ ماه به الحفیر در نقب و سپس به صرفند در جنوب حیفا تبعید کردند. بعد از آزادی برای ادامهٔ تدریس به مدرسه النجاح بازگشت که بعدها مدیر آن شد. او به وظیفهٔ روشنفکران فلسطینی برای ایفای نقش عمده در جامعهٔ خود باور داشت که به پرورش «جوانان باورمندی که برای ارتقای سطح کشور تلاش می‌کنند، تحصیلکرده و میهن‌دوست باشند و می‌دانند چگونه به ملت خدمت کنند» بپردازند.

هنگامی که اساتید دانشگاه و مدارس در ایالات متحده آمریکا، پس از پایان جنگ جهانی دوم، نامه ای به رئیس‌جمهور فرانکلین روزولت ارائه کردند و خواستار باز شدن درهای مهاجرت یهودیان به فلسطین شدند، او در مقام دانشمند و عضوی از انجمن ریاضی آمریکا، ابتکار عمل برای پاسخ به نامهٔ آن اساتید را بر عهده گرفت. وی خطاب به آنها گفت: 
شاید برخی از شما ندانید که در فلسطین عرب‌هایی وجود دارند که مالک آن هستند و اینکه از کشورهای قدرتمند بخواهیم آن‌ها را مجبور به پذیرش وطن ملی [برای یهود] کنند، در منشور انصاف و عدالت نیست.
 سپس تأکید کرد که عرب‌ها در فلسطین هیچ تقصیری ندارند «تا طعم عذاب را بچشند و وجودشان با مهاجرت مردمی که هیچ ارتباطی با مصائب و ظلم‌هایی که به آنان رسیده ندارند، به خطر بیفتد.» او درد خود را «از بی‌عدالتی‌هایی که بر یهودیان می‌آید» و احساس اندوه خود را از مصیبت‌هایی که «بر آن‌ها وارد می‌شود» و نکوهش نازیسم «و روش‌های آن برای نابودی یهودیان»، ابراز کرد. از اساتید آمریکایی همکارش خواست که اگر «علاقه‌مند به منافع یهودیان و تأمین نهادی برای آنها هستند»، کشورشان را به روی پناهندگانشان یهودی باز کنند.

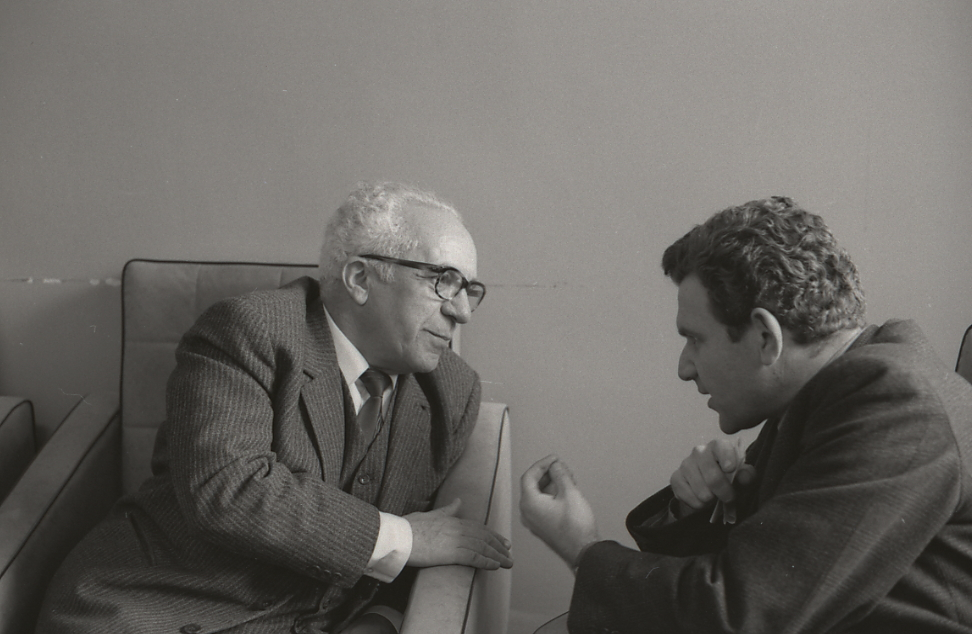
قدری طوقان (سمت چپ)، ۱۷ ژانویه ۱۹۶۹.

در سال ۱۹۴۵، قدری طوقان به همراه اسحاق موسی الحسینی و دیگران در تأسیس کمیتهٔ فرهنگ عربی در فلسطین و سازماندهی نخستین نمایشگاه کتاب عربی فلسطین در باشگاه اتحادیهٔ عرب ارتدکس در قدس در سال ۱۹۴۶ کمک کرد که شامل حدود ۸۰۰ کتاب به زبان عربی و ده‌ها کتاب به زبان‌های خارجی بود.
پس از نکبت و صدور تصمیم الحاق کرانه باختری رود اردن به پادشاهی هاشمی اردن، طوقان برای انتخابات مجلس نمایندگان اردن در آوریل ۱۹۵۰ شرکت کرد و به عنوان نمایندهٔ شهر نابلس در دورهٔ دوم مجلس انتخاب شد. او در انتخاباتی که در اوایل سپتامبر ۱۹۵۱ برگزار شد، مجدداً برای مجلس سوم انتخاب شد و تا ژوئن ۱۹۵۴ که دولت تصمیم به انحلال پارلمان گرفت، نمایندهٔ شهر خود باقی ماند. طوقان در نابلس فعالانه در مبارزاتی که اردن در اواسط دههٔ پنجاه میلادی علیه معاهدهٔ اردن و بریتانیا شاهد آن بود، برای عربی‌سازی ارتش اردن شرکت کرد.
در ژوئیه ۱۹۶۴ قدری طوقان به عنوان وزیر امور خارجهٔ اردن در دولت بهجت التلهونی منصوب شد و تا ۱۳ فوریهٔ ۱۹۶۵ که استعفا داد در این سمت خدمت کرد. به عنوان وزیر خارجه، او به دنبال بهبود روابط سیاسی و اقتصادی اردن و مصر بود. قدری طوقان به عنوان عضو شورای عالی آموزش در اردن انتخاب شد و از سال ۱۹۵۵ تا زمان مرگش ریاست انجمن علوم اردن را بر عهده داشت. او در هیئت امنای دانشگاه اردن به هنگام تأسیسش در سال ۱۹۶۲ شرکت کرد. وی همچنین به عضویت فرهنگستان زبان عربی در دمشق برگزیده شد و به عنوان نایب رئیس اتحادیهٔ علمی عربی و عضو فرهنگستان زبان عربی در قاهره نیز انتخاب شد. طوقان به مطالعهٔ میراث علمی عربی به ویژه در زمینه‌های ریاضی و نجوم توجه زیادی داشت و صدها مقالهٔ سیاسی و فکری در روزنامه‌ها و مجلات فلسطینی و عربی منتشر کرد. همچنین سخنرانی‌های علمی زیادی در قاهره، دمشق، بیروت، عمان و بغداد و غیره ایراد کرد و در بسیاری از کنفرانس‌های علمی عربی و بین‌المللی شرکت داشت.

## زندگی شخصی
طوقان مجرد زیست.عمویش عبدالفتاح بود که پسرانش دو شاعر برجسته، ابراهیم و فدوی هستند.

## جوایز و نشان‌ها
قدری طوقان موفق به کسب تعدادی از افتخارات و جوایز شد. از جمله: نشان استقلال درجهٔ یک از پادشاهی هاشمی اردن در سال ۱۹۵۷؛ نشان درجهٔ یک جمهوری توسط جمال عبدالناصر در دهمین روز جشن علم جمهوری متحدهٔ عربی که در سال ۱۹۶۴ در دانشگاه قاهره برگزار شد، نشان درجهٔ یک الکوکب اردن ۱۹۶۴؛ نشان کارآمدی مراکش، درجهٔ ممتاز، ۱۹۶۱؛ مدرک دکترای افتخاری از دانشگاه پنجاب پاکستان در سال ۱۹۶۷ به پاس قدردانی از تلاش‌های برجسته او در خدمت به اندیشه و میراث بشری. پس از مرگ او، در سال ۱۹۹۰، سازمان آزادیبخش فلسطین نشان برای فرهنگ، هنر و ادبیات را به او اعطا کرد.

## درگذشت
قدری طوقان در ۲۶ فوریه ۱۹۷۱ در بیروت در راه قاهره بر اثر سکتهٔ قلبی شدید درگذشت. پیکرش را از طریق هوایی به عمان و سپس به نابلس منتقل کردند و در قبرستان شرقی در کنار پسر عمویش، ابراهیم طوقان، در شهری که بیشتر عمر خود را در آنجا گذراند به خاک سپردند.

## آثار
از جمله عناوین عربی آثار وی:
- تراث العرب العلمي في الرياضيات والفلك، قاهره، منشورات مجلهٔ المقطف، ۱۹۴۱
- نواح مجيدة من الثقافة العربية: به اشتراک با گروهی از نویسندگان، منشورات مجلهٔ المقطف، ۱۹۳۶
- الكون العجيب: قاهره، دار المعارف، ۱۹۴۳
- الأسلوب العلمي عند العرب: ۱۹۴۶
- بين العلم والأدب: قدس، کتابخانۀ علمی فلسطین، ۱۹۴۶
- جمال الدين الأفغاني: ۱۹۴۷
- بعد النكبة: بیروت، دار العلم للملایین، ۱۹۵۰
- وعي المستقبل: ۱۹۵۳
- الخالدون العرب: ۱۹۵۴
- النزعة العلمية في التراث العربي: ۱۹۵۵
- العلوم عند العرب: قاهره، مجموعهٔ الألف کتاب، ۱۹۵۶
- ابن حمزة والتمهيد للّوغاريتم: ۱۹۵۸
- مقام العقل عند العرب: قاهره، دار المعارف، ۱۹۶۰
- أثر العرب في تقدم علم الفلك: ۱۹۶۱
- نشاط العرب العلمي: ۱۹۶۳
- حيوية العقل العربي في نقد الفكر اليوناني: قاهره، فرهنگستان زبان عربی، ۱۹۶۶